# Saint-Urcisse (Tarn)
Saint-Urcisse è un comune francese di 236 abitanti situato nel dipartimento del Tarn nella regione dell'Occitania.

## Società

### Evoluzione demografica
Abitanti censiti